# Роздільна здатність (газова хроматографія)
Роздільна здатність — у газовій хроматографії — характеристика (RAB) розділення
двох сусідніх піків. Обчислюється за рівнянням: RAB = (|dR, b — dR, a|)·(|wb– wa|)−1,
де dR, b та dR, a — відстані утримання (часи утримання)
компонентів В та А, а wb та wa — ширини їх піків при основі, відповідно.